# تمدن لیما
تمدن لیما تمدنی باستانی مربوط به سال‌های ۱۰۰ تا ۶۵۰ میلادی است که در حدود امروزی کشور پرو واقع بوده‌است. شهرت مردم این دوره تمدنی آمریکای جنوبی به‌دلیل تبحرشان در هنر سرامیک‌سازی و ساخت معبدهای شگفت‌انگیز بوده‌است. بقایای این تمدن در فاصله اندکی از شهر امروزی لیما، پایتخت کشور پرو قرار دارد.